# Sebastian (Heiliger)

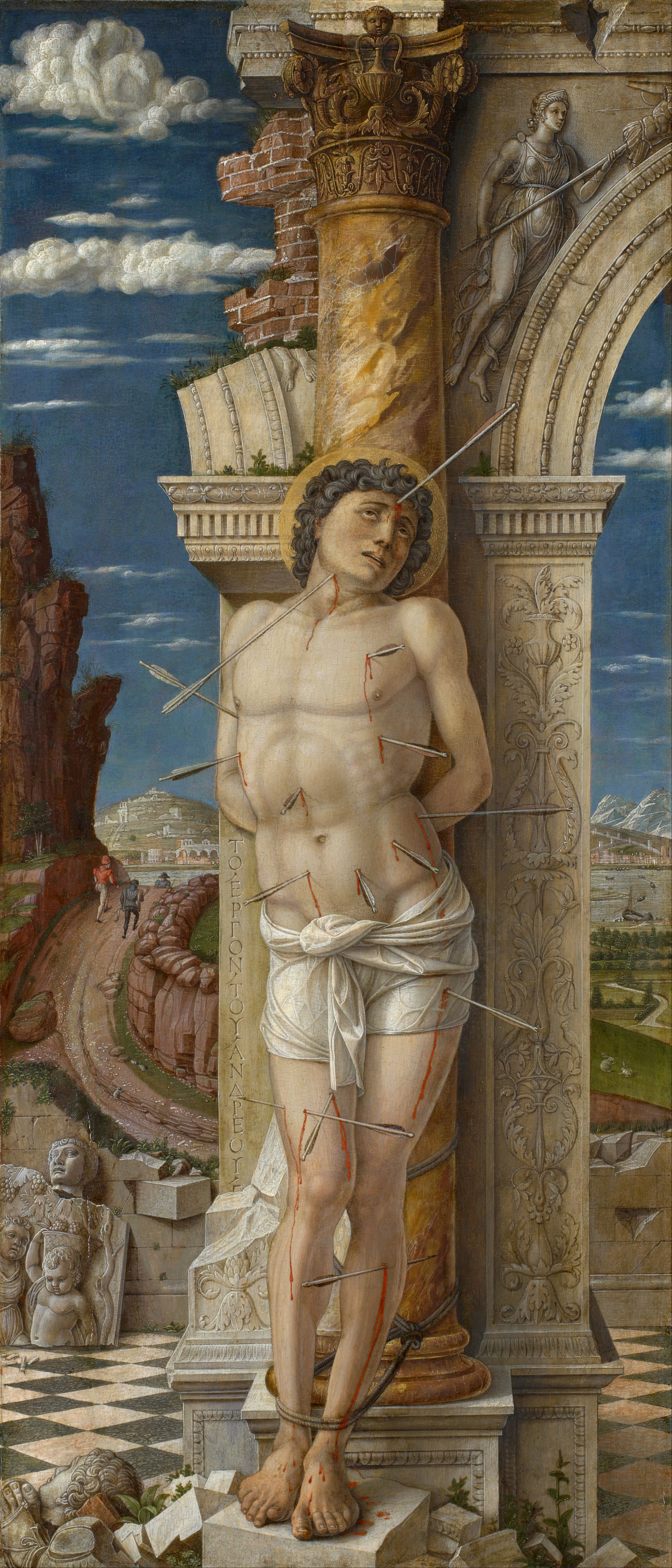
Hl. Sebastiano, Andrea Mantegna, um 1457/1459

Sebastian (lateinisch Sebastianus, italienisch Sebastiano; * in Mailand oder Narbonne; † um 288 in Rom) war ein römischer Soldat. Er wird seit dem 4. Jahrhundert als Märtyrer und Heiliger in der katholischen und den orthodoxen Kirchen verehrt. Auch die evangelische Kirche in Deutschland erinnert an ihn.

## Leben
Seine Jugend verbrachte Sebastian in Mailand; er wurde wegen seines guten Benehmens zum Offizier der Leibwache der beiden Kaiser Diokletian und Maximian ernannt. Der Überlieferung zufolge hatte sich Sebastian als Hauptmann der Prätorianergarde am kaiserlichen Hof öffentlich zum Christentum bekannt und notleidenden Christen geholfen, woraufhin ihn Diokletian zum Tode verurteilte und von numidischen Bogenschützen erschießen ließ. Im Glauben, er sei tot, ließ man ihn danach liegen. Sebastian war jedoch nicht tot, sondern wurde von einer frommen Witwe namens Irene, die ihn eigentlich für das Begräbnis vorbereiten wollte, gesundgepflegt. Nach seiner Genesung kehrte er zu Diokletian zurück und bekannte sich erneut zum Christentum. Diokletian befahl daraufhin, ihn mit Keulen im Circus zu erschlagen. Sebastians Leichnam warf man in die Cloaca Maxima, einen städtischen Abflussgraben in der Nähe des Tiber, aus dem er von Christen geborgen wurde, nachdem er ihnen im Traum den Ort seines Verbleibens gezeigt haben soll. Danach wurde er in der Sebastian-Katakombe beerdigt. Über seinem Grab wurde schon im 4. Jahrhundert die Kirche San Sebastiano fuori le mura errichtet.

## Gedenktag
- katholisch, protestantisch: 20. Januar (nichtgebotener Gedenktag im römischen Generalkalender und Gedenktag im evangelischen Namenkalender)
- orthodox: 24. Oktober oder 18. Dezember

## Verehrung

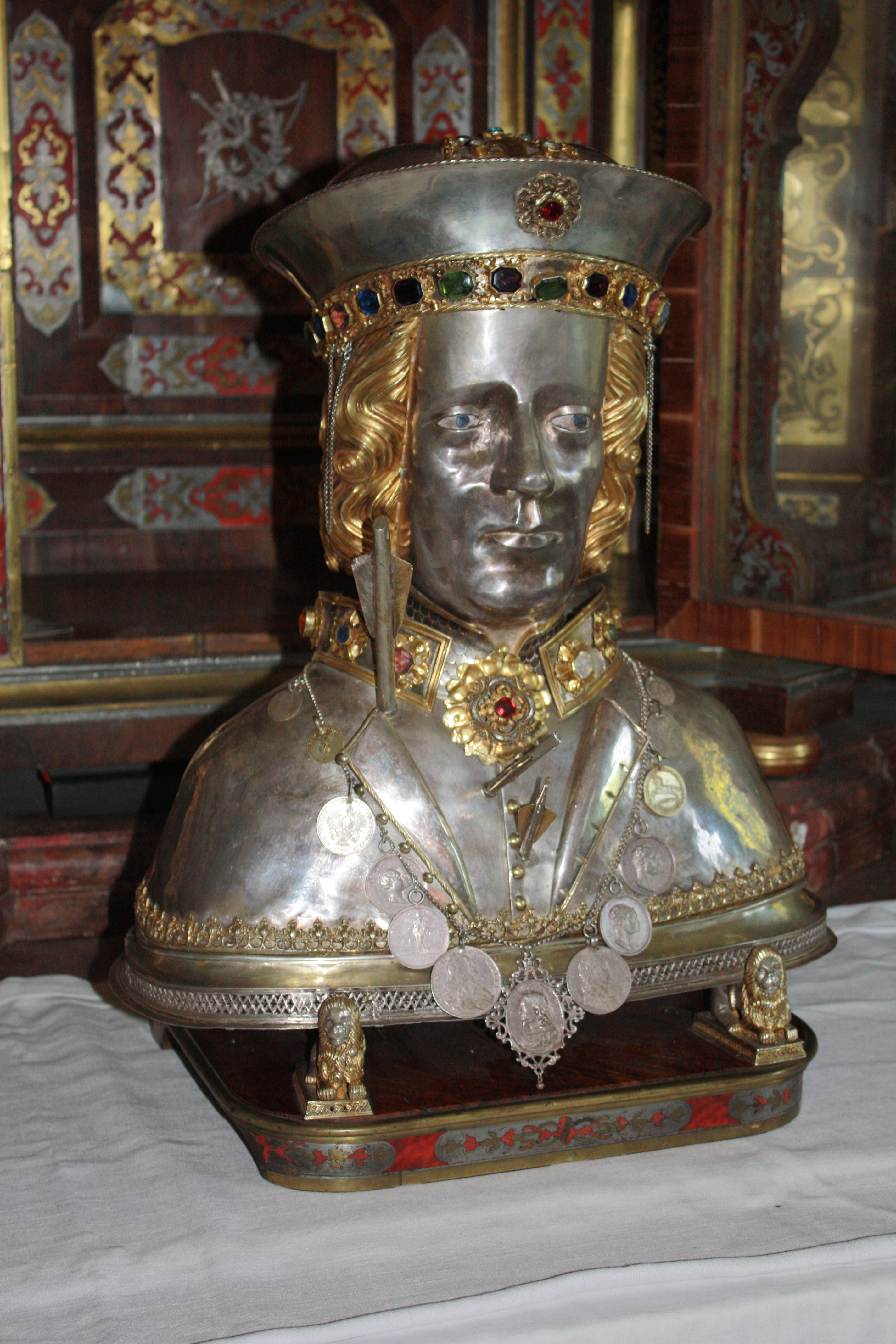
Die Büstenreliquiar mit der Hirnschale des hl. Sebastian in Ebersberg

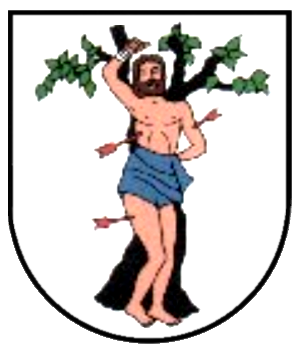
Sebastian auf dem Wappen von Nußbach im Renchtal

Der heilige Sebastian wird gegen die Pest, andere Seuchen sowie als Schutzpatron der Brunnen angerufen, da man seiner Fürbitte das schnelle Erlöschen der sogenannten Justinianischen Pest 680 in Rom zusprach. Sein Kult erwuchs vor allem seit dem Schwarzen Tod in der Mitte des 14. Jahrhunderts. Außerdem ist er Patron der Sterbenden, Eisenhändler, Töpfer, Gärtner, Gerber, Bürstenbinder, der Polizisten in Deutschland und Italien, Soldaten und Schützenbruderschaften, Kriegsinvaliden, Büchsenmacher, Eisen- und Zinngießer, Steinmetze, Jäger, Leichenträger, Waldarbeiter und wird gegen die Feinde der Kirche angerufen.
Sebastianus ist einer der drei Schutzpatrone der Stadt Rom, Schutzpatron von Rio de Janeiro und der niederbayerischen Bezirkshauptstadt Landshut, Forchheim sowie, zusammen mit dem hl. Fabian, der Städte Selm in Westfalen, Roding und Furth im Wald in der Oberpfalz. In Rio de Janeiro, eigentlich Cidade de São Sebastião do Rio de Janeiro, findet am Gedenktag des Heiligen eine Prozession statt.
Der bedeutendste Sebastians-Wallfahrtsort im deutschen Sprachraum ist die ehemalige Abteikirche St. Sebastian im oberbayerischen Ebersberg, wo die Hirnschale des Heiligen in einem kostbaren spätmittelalterlichen Reliquiar aufbewahrt wird. Zu weiteren Kirchen und Verehrungsstätten siehe Sebastianskirche und Fabian-und-Sebastian-Kirche. Die Sebastian zugesprochenen Rolle als wichtigem Pestheiligen des ersten Jahrtausends wird auch von Stefan Winkle nach der Frazer-These mit einer Übertragung der Apolloverehrung (dessen Pfeile mit Krankheiten in Verbindung gebracht wurden) auf den Heiligen erklärt. Der Vorgängerbau San Sebastiano al Palatino, der Überlieferung zufolge Stätte des Martyriums ist allerdings nicht mit Apollo, sondern dem Palladion verbunden.
In der unterfränkischen Gemeinde Lengfurt wird alljährlich am Wochenende vor oder nach dem Sebastianstag ein Gelübde der Lengfurter Bürger gegenüber dem hl. Sebastian eingelöst. Dieses Gelübde soll auf das Pestjahr 1632 zurückgehen, wobei durch die Fürbitte an den Heiligen die Pest aus dem Ort verschwunden sein soll. Daher gelobten die Bürger, ihm jedes Jahr an seinem Festtag mit militärischen Ehren zu huldigen. Die festliche Begehung des Gedenktages lebte in Lengfurt in der Mitte des 19. Jahrhunderts, im Jahr 1866, wieder auf, als innerhalb eines Tages in Lengfurt zwei Todesfälle durch die Cholera zu beklagen waren. Man erinnerte sich der Vorfahren und der Hilfe des Heiligen und erneuerte feierlich das Gelübde, woraufhin die Cholera abklang. Die noch heute geltenden Statuten des Sebastiani-Vereins Lengfurt gehen auf diesen Zeitraum im 19. Jahrhundert zurück, und seitdem wurde das Fest, mit Ausnahme der Zeit des Nationalsozialismus und der US-amerikanischen Okkupation in der Nachkriegszeit (ca. 1943–1950) jährlich von den Männern der Sebastianiwehr begangen. Die Nationalsozialisten verboten das Fest nicht nur aufgrund des evident christlichen Bezugs, sondern, ebenso wie die amerikanische Militärverwaltung, auch aufgrund des militärischen Habitus, der Marschmusik und der (vor 1945) auch noch scharfen Waffen. Der Höhepunkt des Festes ist das Fahnenschwenken auf dem Marktplatz am Sonntagmittag, bei dem der Fähnrich, einer der hohen Offiziere des Vereins, zu dem Lied „Über den Wellen“ (1868) von Juventino Rosas die geweihte Fahne innerhalb des von der heutzutage knapp 80 Mann starken Parade gebildeten Karrees zu Ehren des hl. Sebastian schwenkt.
Aufgrund eines ähnlichen Gelübdes aus dem Jahre 1610 marschiert auch in dem Ort Oberschwarzach alljährlich am Gedenktag des Heiligen die Bürgerwehr auf.

## Ikonographie
Zu den Attributen des Heiligen gehören Pfeile, die seine Brust durchbohren. Das Martyrium des hl. Sebastian wurde in der bildenden Kunst bereits im 5. Jahrhundert dargestellt. Typisch ist die Abbildung als Krieger in (häufig zeitgenössischer) Rüstung mit Schild und Schwert. In deutschen und niederländischen Darstellungen ab der Gotik wird meist der von Wunden bedeckte, magere Körper hervorgehoben. Häufig wird auch die gesamte Beschießungsszene gezeigt, wie etwa bei Hans Memling. Häufig ist der Heilige an einen Baum gebunden, so auch in Corregios Madonna des heiligen Sebastian (1524). Darstellungen wie die von Matthias Grünewald auf dem Isenheimer Altar weichen davon bewusst ab, um damit eine besondere Bildaussage zu unterstreichen. Herausstechend ist das Gemälde von Georges de La Tour. Hier ist der heilige Sebastian in den Armen der ihn pflegenden hl. Irene, was starke Anklänge an eine Pietàdarstellung aufweist.
Spätestens seit der Renaissance ist der hl. Sebastian als standhafte Ikone männlicher, adonis-ähnlicher Schönheit zu sehen. Mit eine Ursache für die Erneuerung der Heiligenverehrung (insbesondere als Pestheiliger und Kirchenpatron) nach der mittelalterlichen Zeit war die angeblich erfolgreiche Anrufung während eines Pestausbruches in Rom nach 1348. Neuere Darstellungen des Heiligen mit homoerotischen Anspielungen wie Le Martyre de Saint Sébastien, einem Bühnenwerk von Claude Debussy mit Text von Gabriele D’Annunzio, oder Derek Jarmans 1976 erschienener Film Sebastiane verursachten Skandale. Sie spielen ebenso in Thomas Manns Novelle Der Tod in Venedig und Manns Nobelpreisrede oder dem Geständnis einer Maske von Yukio Mishima (1925) eine Rolle.

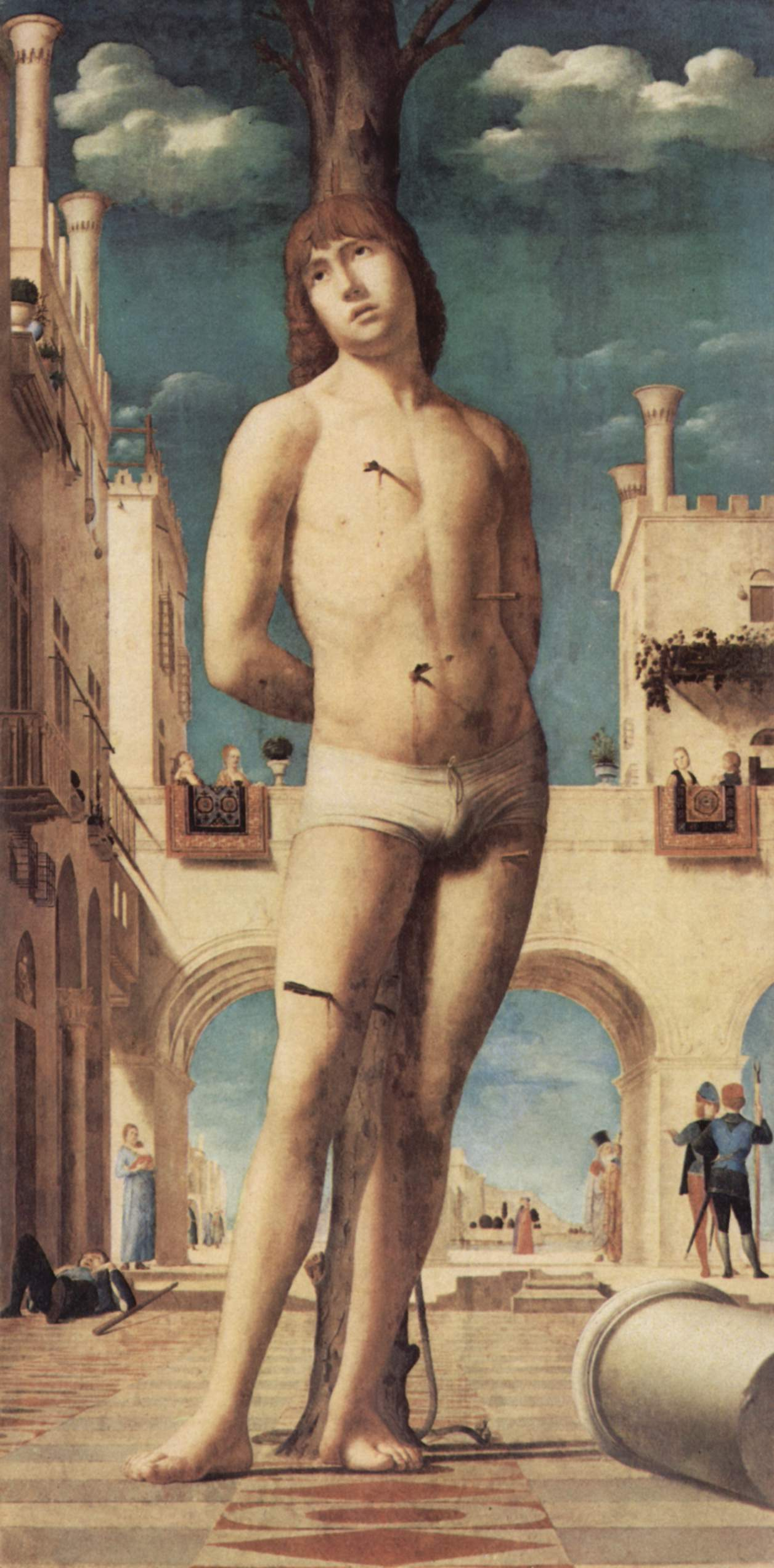
Der heilige Sebastian, Antonello da Messina, 1476
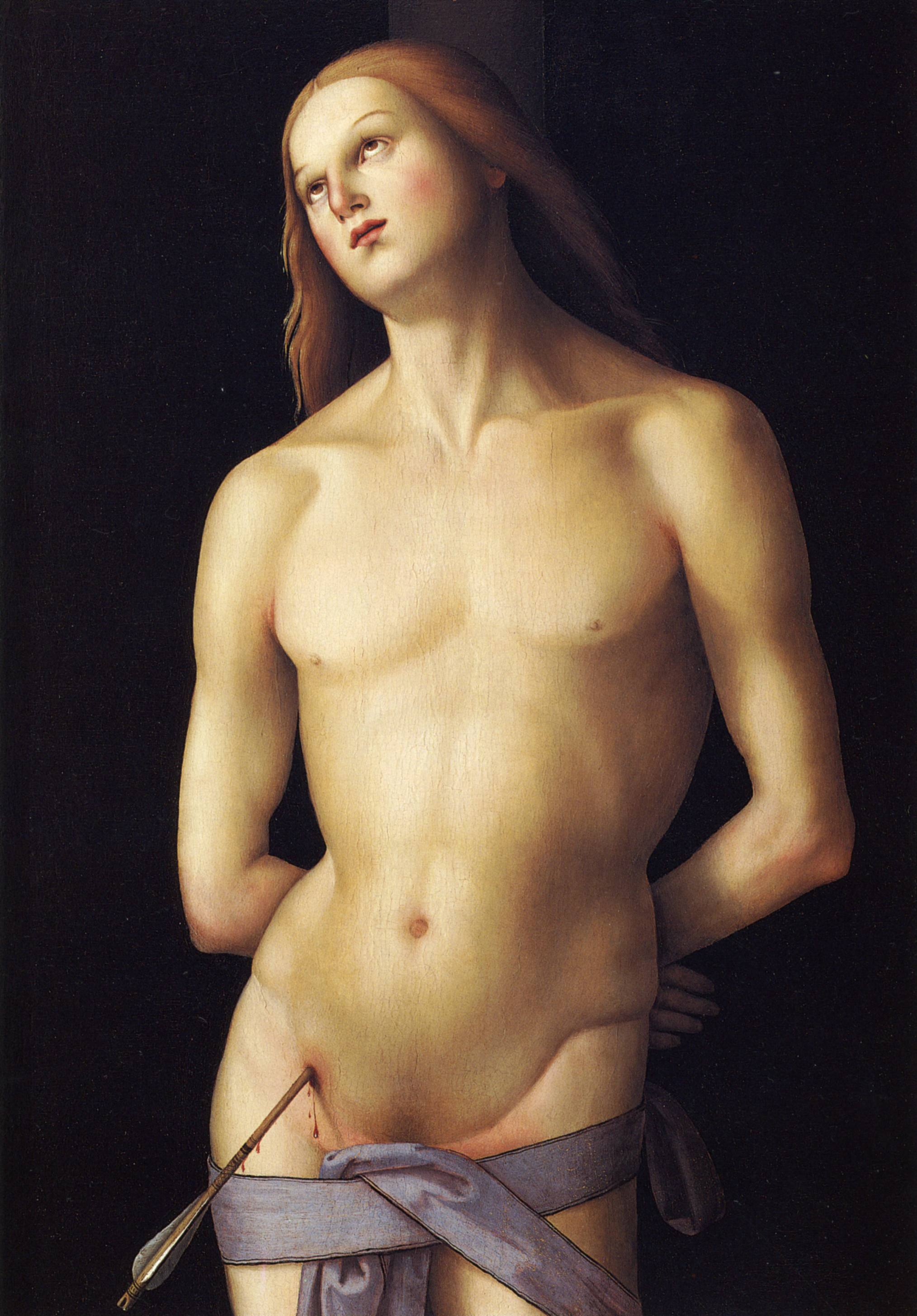
Heiliger Sebastian eines Nacheiferers von Perugino, um 1500
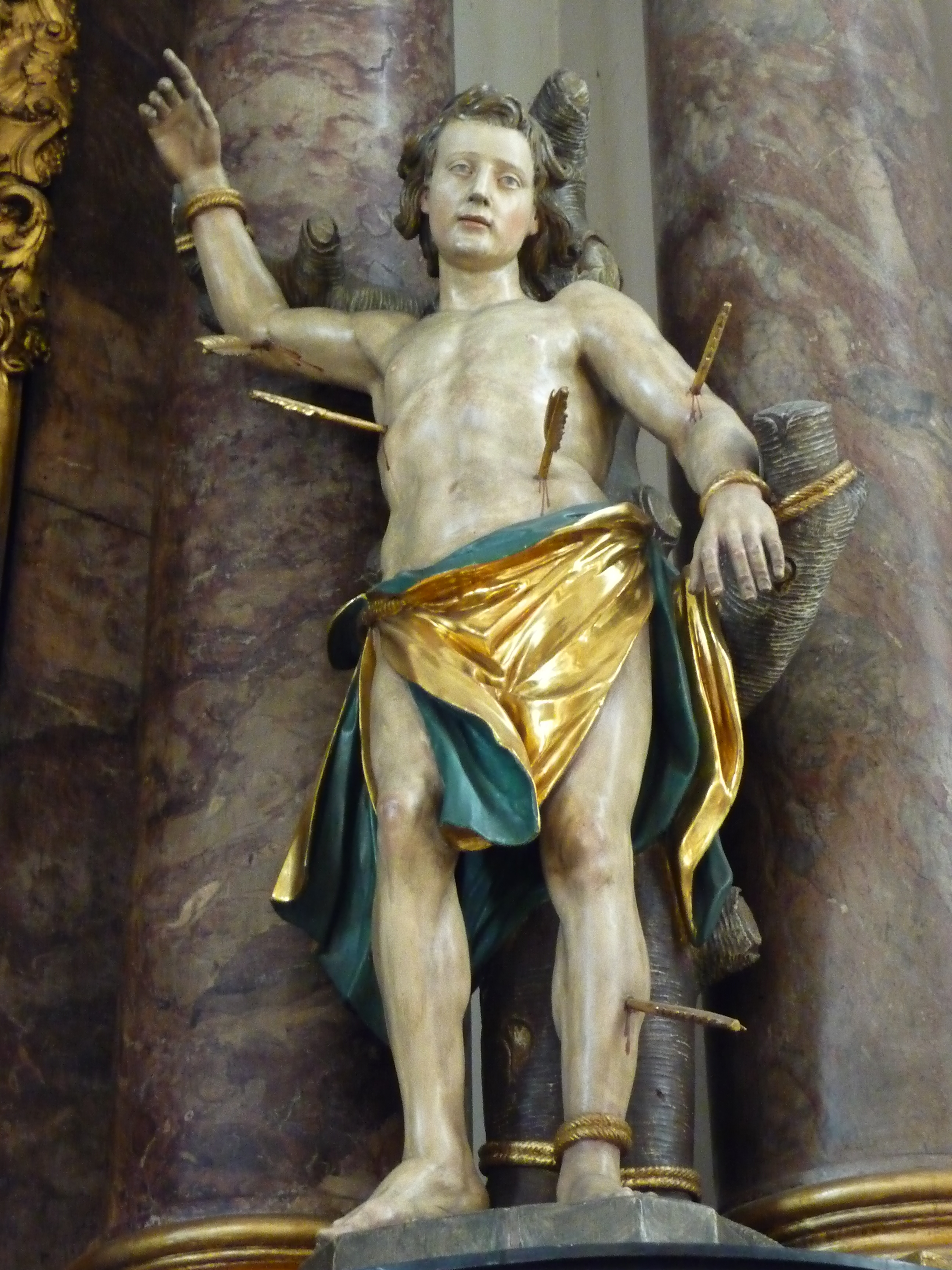
Darstellung in der ihm geweihten Kirche in Mannheim
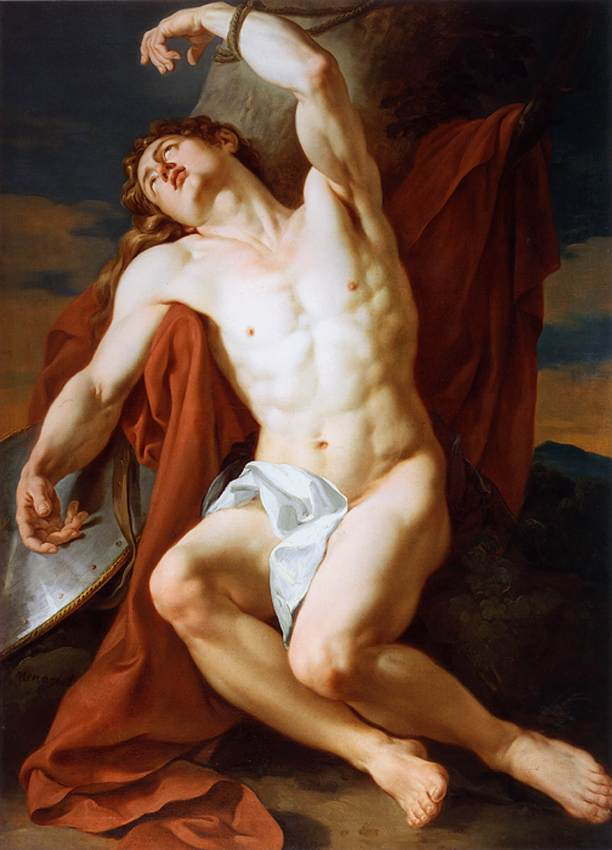
Das Martyrium des heiligen Sebastian von François-Guillaume Ménageot
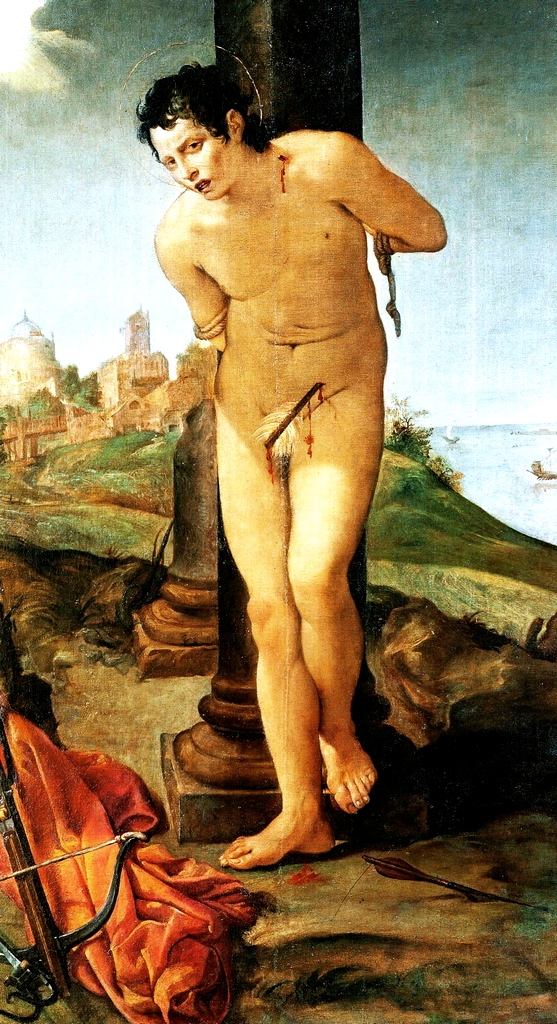
San Sebastian von Annibale Carracci, 16. Jahrhundert
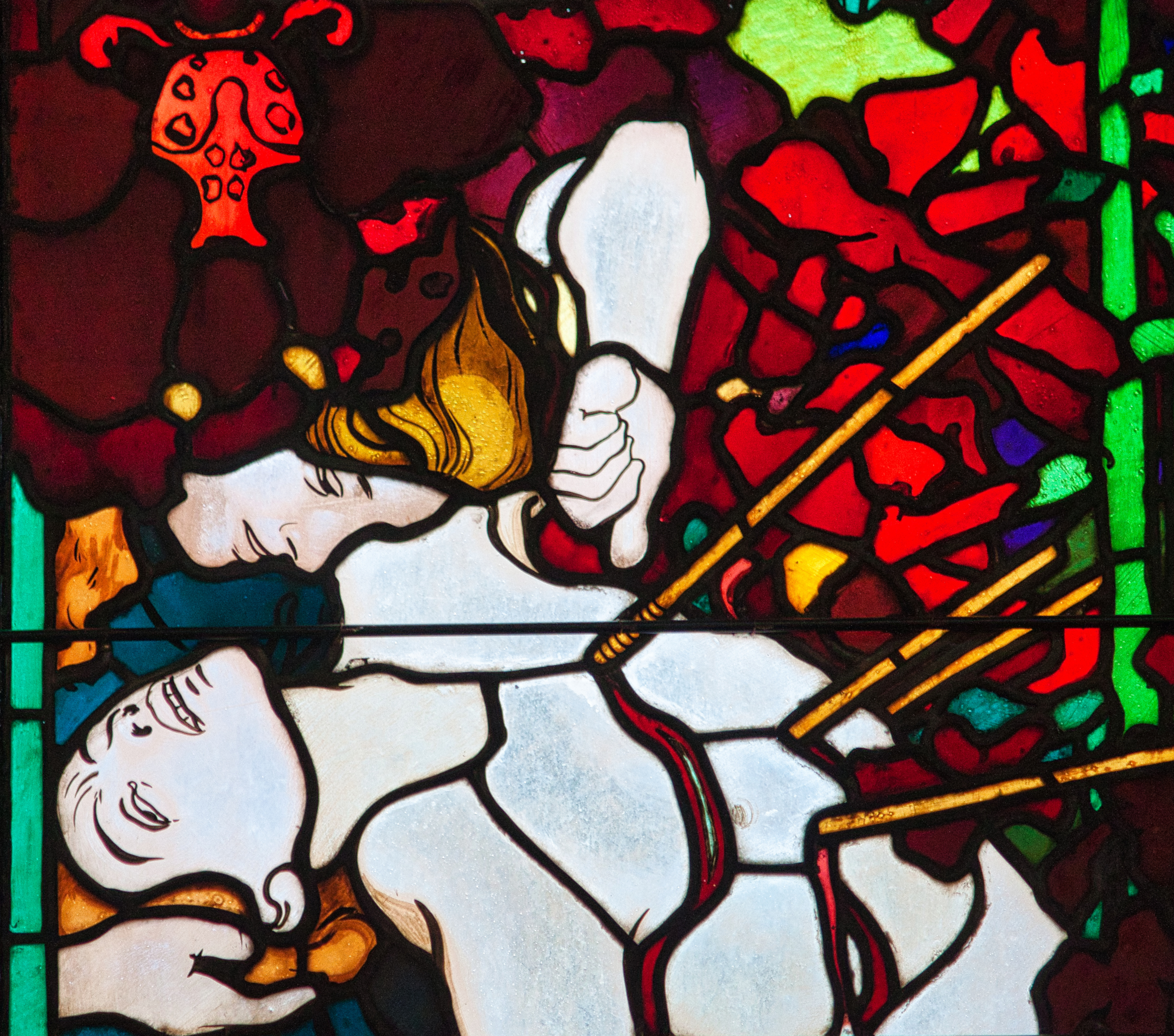
Martyrium des hl. Sebastian, nicht gefesselt am Baum, sondern sterbend im Blumenbeet, 1898–1899, von Józef Mehoffer

## Bauernregeln
Auf den Gedenktag des Heiligen, zugleich Gedenktag des hl. Fabian, beziehen sich zahlreiche Bauernregeln:
- An Fabian und Sebastian fängt der rechte Winter an.
- An Fabian und Sebastian soll der Saft in die Bäume gahn.
- Sturm und Frost an Fabian ist allen Saaten wohlgetan.
- Fabian im Nebelhut, der tut den Pflanzen gar nicht gut.
- Sebastian je kälter und heller – dann werden Scheuer und Fässer umso völler.
- Sonnenschein um Fabian und Sebastian, der lässt den Tieren das Futter ausgah’n.
- Um Fabian und Sebastian, da nimmt auch der Tauber die Taube an.

## Rezeption in Film, Theater und Literatur
- Heiliger Sebastian, Roman von Erica Pedretti
- Sankt Sebastian vom Wedding. Eine Legende von Franz Herwig
- Sebastian. Der heilige Soldat Roms, Erzählung von Georg Weber
- Plötzlich im letzten Sommer, Film von Joseph L. Mankiewicz (1959), Adaption von Tennessee Williams’ gleichnamigem Theaterstück; im Haus der Violet Venable (gespielt von Katharine Hepburn), in dem sie mit ihrem verstorbenen homosexuellen Sohn Sebastian lebte, hängt ein großes Wandgemälde des von Pfeilen durchbohrten heiligen Sebastians. Die Figur des Sebastian Venable ist als Analogie zum heiligen Sebastian entworfen worden.[15]
- Im Horrorfilm Carrie (1976) ist mehrmals eine Figur des Heiligen Sebastian zu sehen; dessen Martyrium wird auch in der Todesszene von Margaret White zitiert.[16]
- Sebastiane, Film von Derek Jarman (1976)
- Sebastian, Erzählung von Hanna Leybrand aus Das Nest (2011)